# Genki
Pour les articles homonymes, voir Genki (homonymie).
Genki (元気) est une entreprise de développement de jeux vidéo japonaise fondée en octobre 1990 par Hiroshi Hamagaki et Tomo Kimura.

## Jeux développés
- Devilish (1991)
- Shanghai II: Dragon's Eye (1992)
- Aguri Suzuki F-1 Super Driving (1992)
- King of the Monsters (1992)
- America Ōdan Ultra Quiz (1992)
- GP-1 (1993)
- Sōkō Kihei Votoms: The Battling Road (1993)
- Final Stretch (1993)
- Accele Brid (1993)[1]
- Drift King Shutokō Battle '94 (1994)
- Burning Soldier (1994)
- Bike Daisuki! Hashiriya Tamashii - Rider's-Spirits (1994)
- Michael Andretti's Indy Car Challenge (1994)
- Bakutō Dodgers (1994)
- GP-1 Part II (1994)
- Seifuku Densetsu: Pretty Fighter (1994)
- Kileak: The DNA Imperative (1995)
- Drift King Shutokō Battle 2 (1995)
- Scramble Cobra (1995)
- Hang On GP '96 (1995)
- Highway 2000 (1995)
- Epidemic (1995)
- Tokyo Highway Battle (1996)
- Wangan Dead Heat + Real Arrange (1996)
- BRAHMA Force: The Assault on Beltlogger 9 (1996)
- FIST (1996)
- Chōkūkan Night: Pro Yakyū King (1996)
- Drift King: Shutokō Battle '97 (1997)
- Shutokō Battle R (1997)
- MRC: Multi-Racing Championship (1997)
- SimCity 2000 (1998)
- Kattobi Tune (1998)
- Efficus: Kono Omoi o Kimi ni... (1998)
- Virtua Fighter 3tb (1998)
- Fighters Destiny (1998)
- Jade Cocoon : La Légende de Tamamayu (1998)
- Chōkūkan Night: Pro Yakyū King 2 (1999)
- Tokyo Xtreme Racer (1999)
- Rally Challenge 2000 (1999)
- Super Magnetic Neo (2000)
- Tokyo Xtreme Racer 2 (2000)
- Kengo: Master of Bushido (2000)
- Tokyo Xtreme Racer Zero (2001)
- L'Aigle de guerre (2001)
- Jade Cocoon 2 (2001)
- Kabuki Warriors (2002)
- Wangan Midnight (2002)
- Phantom Crash (2002)
- Sword of the Samurai (2002)
- Maximum Chase (2002)
- Tokyo Xtreme Racer Drift (2003)
- Tokyo Xtreme Racer 3 (2003)
- Tigre et Dragon (2003)
- Fūun Shinsengumi (2004)
- Kaido Racer (2004)
- Kengo 3 (2004)
- Fūun Bakumatsuden (2005)
- Tantei Kibukawa Ryosuke Jiken Tan: The Masquerade Lullaby (2005)
- Street Supremacy (2005)
- Racing Battle: C1 Grand Prix (2005)
- Tokyo Xtreme Racer Drift 2 (2005)
- S.L.A.I.: Steel Lancer Arena International (2005)
- Hissatsu Ura Kagyō (2005)
- Demon Chaos (2005)
- Daisenryaku Portable (2005)
- Ninkyōden: Toseinin Ichidaiki (2006)
- Daisenryaku DS (2006)
- Import Tuner Challenge (2006)
- Carnage Heart Portable (2006)
- Kengo: Legend of the 9 (2006)
- Black Jack: Hi no Tori Hen (2006)
- Daisenryaku Portable 2 (2006)
- Korede Haji o Kakanai: Ashita Tsukaeru DS Business Manner (2007)
- Zenmai Zamurai (2007)
- Wangan Midnight (2007)
- Wangan Midnight Portable (2007)
- Winner's Circle (2007)
- Takahashi Shoten Kanshū: Saihinshutsu! SPI Perfect Mondaishū (2008)
- Populous DS (2008)
- Lonpos (2008)
- Manepa 1000-Mannin no FX Training (2009)
- Spectrobes : Origines (2009)
- Uso Hakken Utsuwa: Kokoronōchi o Nozoichao (2010)
- Gekitsui-Oh (2010)
- Ugoite Asobu Diet (2010)
- Ugoite Asobu Boxing (2010)
- Manepa 1000-Bannin no FX Training: Leverage Kisei Taiōban (2010)
- Wonderful Sports Bowling (2010)
- Kids Car (2011)
- G1 Grand Prix (2012)[2]
- Rei-Chan, Taikiken ni Totsunyūusuru! (2014)
- Tokyo Xtreme Racer (2025)